# 卡洛斯戈麦斯
卡洛斯戈麦斯是巴西南大河州的一个市镇。总面积83.154平方公里，总人口1719人，人口密度20.7人/平方公里。